# Kiten (Bulgarien)
Kiten (bulg. Китен) ist ein Urlaubsort und eine Kleinstadt am Schwarzen Meer.

## Lage
Kiten befindet sich in der Gemeinde Primorsko, welche in der Oblast Burgas liegt. Burgas liegt 55 km entfernt, das Gemeindezentrum Primorsko 5 km. Kiten hat zwei Strände am Schwarzen Meer. Außerdem schließt sich westlich der Stadt mit der Strandscha ein Gebirge an.

## Geschichte
Seit der Antike gab es in der Gegend um die Stadt Siedlungen und Handelsposten. Die heutige Stadt wurde jedoch erst 1932 gegründet und hat sich in den letzten Jahrzehnten stark touristisch weiterentwickelt, sodass sie heute als Urlaubsort bekannt ist.
2001 kam Kiten in die Gemeinde Primorsko.
Der Kiten Point wurde 2010 nach der Stadt benannt. Er ist eine Landspitze auf der Trinity-Halbinsel in Antarktika.

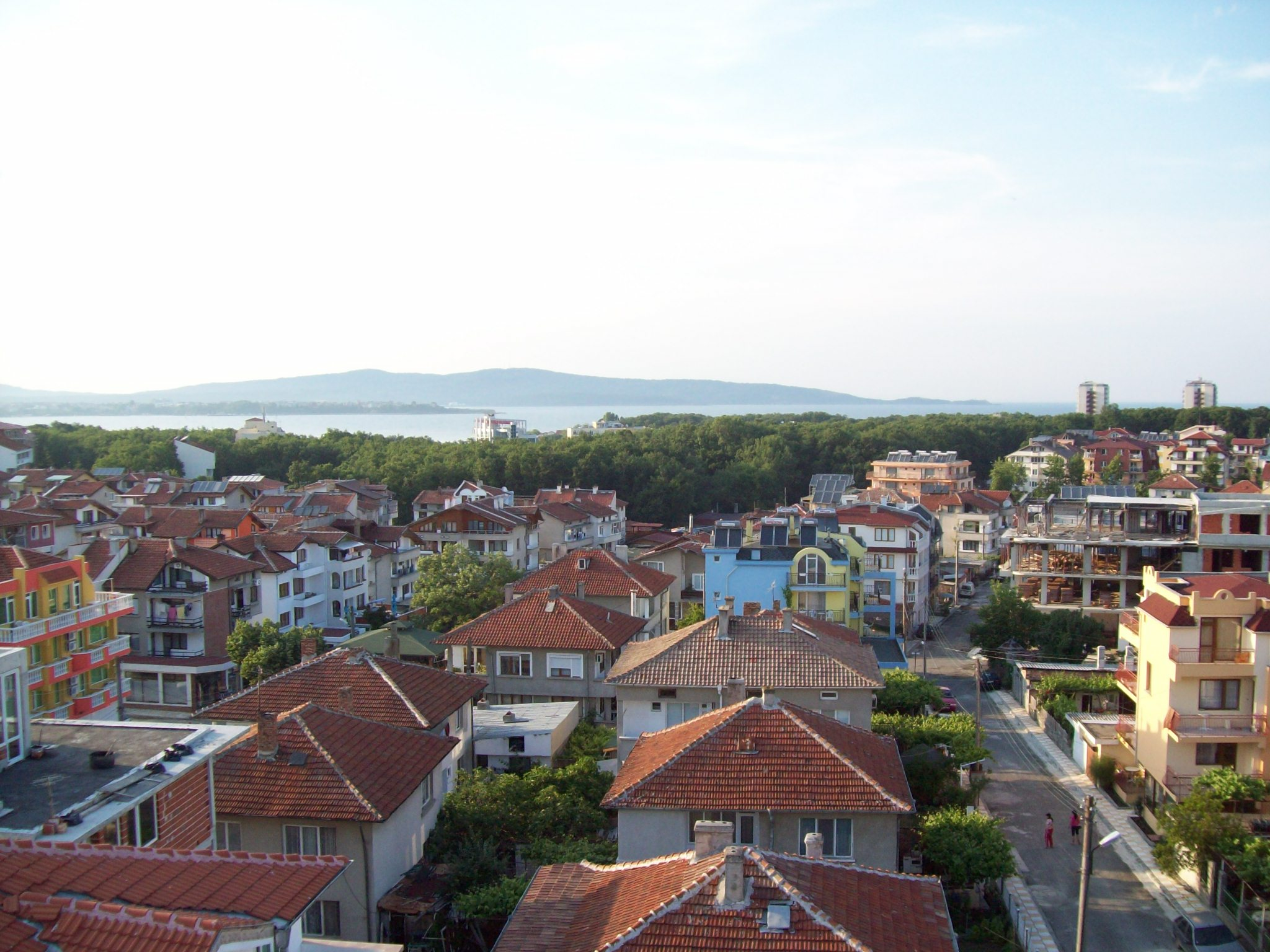
Kiten

## Wirtschaft
Kiten ist touristisch ausgerichtet, was an den zahlreichen Hotels, Restaurants, Bars und Pubs im Ort zu erkennen ist.

## Verkehr
Die Stadt hat einen Anschluss an die II-99, welche um die Stadt verläuft. Sie verbindet von Burgas sämtliche Siedlungen am Schwarzen Meer miteinander und führt später nach Malko Tarnowo.
Das Straßennetz in der Stadt beträgt 10,5 km.

## Sehenswürdigkeiten
In Kiten gibt es eine dauerhafte Ausstellung über "Geheimnisse vom Meeresboden". In der Ausstellung werden Artefakte, die am Meeresgrund aufgefunden wurden, gezeigt.